# Euphaedra (Radia) imitans
Euphaedra (Radia) imitans es una especie de  Lepidoptera, de la familia Nymphalidae,  subfamilia Limenitidinae, tribu Adoliadini, pertenece al género Euphaedra (subgénero (Radia).

## Localización
La especie de Lepidoptera se encuentra localizada en Camerún, Gabón, Zaire y Uganda. 